# I. e. 137
Évszázadok: i. e. 3. század – i. e. 2. század – i. e. 1. század
Évtizedek: i. e. 180-as évek – i. e. 170-es évek – i. e. 160-as évek – i. e. 150-es évek – i. e. 140-es évek – i. e. 130-as évek – i. e. 120-as évek – i. e. 110-es évek – i. e. 100-as évek – i. e. 90-es évek – i. e. 80-as évek
Évek: i. e. 142 – i. e. 141 – i. e. 140 – i. e. 139 –  i. e. 138 – i. e. 137 – i. e. 136 – i. e. 135 – i. e. 134 – i. e. 133 – i. e. 132

## Események

### Róma
- Caius Hostilius Mancinust és Marcus Aemilius Lepidus Porcinát választják consulnak. Mancinus Hispania Citerior (Kelet-Hispánia), Lepidust pedig Hispania Ulterior (Dél-Hispánia) provinciába küldik.
- Decimus Junius Brutus proconsul Hispániában legyőzi a dél-galíciai és luzitán törzseket és Lepidus consullal együttműködve megtámadja a vaccaei keltiber törzset. A szenátus parancsa ellenére ostrom alá veszi fővárosukat, Pallantiát, de nem jár sikerrel és kénytelen visszavonulni.
- Mancinus consul megostromolja Numantiát, a keltiber lázadás központját, de csapatait körbeveszi az ellenség. Hogy elkerülje a biztos vereséget, békeszerződést köt velük. A szenátus nem fogadja el a szerződést és kiszolgáltatja Mancinust a keltibereknek.

## Kelet-Ázsia
- Meghal Csao-to, a kínai Csin-dinasztia egykori hadvezére, aki a dinasztia bukása után megalapította a mai Dél-Kínára és Vietnamra kiterjedő Nan-jüe (Nam Viet) királyságot. Utóda unokája, Csao-mo.

## Halálozások
- Csao-to, vietnami uralkodó

## Fordítás
- Ez a szócikk részben vagy egészben  a(z)   137 av. J.-C. című francia Wikipédia-szócikk ezen változatának fordításán alapul.  Az eredeti cikk szerkesztőit annak laptörténete sorolja fel. Ez a jelzés csupán a megfogalmazás eredetét és a szerzői jogokat jelzi, nem szolgál a cikkben szereplő információk forrásmegjelöléseként.